# Саммит (Гонконг)
«Саммит» (англ. The Summit, досл. «Вершина», кит. 御峰) — 65-этажный гонконгский небоскрёб, по состоянию на 2013 год являлся 25-м по высоте зданием города. Расположен в округе Ваньчай, в районе Хэппи-Вэлли. Построен в 2001 году, стоимость проекта составила 468 млн ам. долл. Имеет два подземных этажа. 54 апартамента в небоскрёбе «Саммит» являются одними из самых дорогих и престижных в Гонконге. Девелопером проекта выступает компания Hang Lung Group. Высокие, тонкие небоскрёбы-соседи «Саммит» и «Хайклифф» у местных жителей получили прозвище «палочки для еды».